# Boreophilia eremita
Boreophilia eremita är en skalbaggsart som först beskrevs av Edward Caldwell Rye 1866.  Boreophilia eremita ingår i släktet Boreophilia och familjen kortvingar. Inga underarter finns listade i Catalogue of Life.